# سليمان بن داود بن بوعز
سليمان بن داود بن بوعز (بالعبرية: שלמה בן דוד) هو حاخام يهودي عراقي وزعيم اليهودية القرائية وابن داود بن بوعز. عاش في العراق خلال القرن العاشر وأوائل القرن الحادى عشر، وعاصر الدولة العباسية. وكان رأس الجالوت السادس لحركة اليهودية القرائية. خلفه ابنه حزقيا بن سليمان.